# Odavde do vječnosti (telenovela)
Odavde do vječnosti (Mañana es para siempre) meksička je telenovela produkcijske kuće Televisa, snimana tijekom 2008. i 2009. u Meksiku. Producent je Nicardo Díaz González. Glavne uloge igrali su Lucero, Silvia Navarro i Fernando Colunga. Jedna je od najpopularnijih Univisionovih telenovela u njegovoj povijesti, čije je finale pratilo preko 11 milijuna ljudi. Obrada je kolumbijske telenovele Pura sangre (Čista krv) 2007. – 2008. RCN u kojem su glumili Rafael Novoa, koji se pojavljuje i u Odavde do vječnosti kao Miguel Lascuráin, Fernandin prijatelj iz studentskih dana koji se u nju zaljubio, Marcela Mar, Kathy Saenz i Pepe Sanchez. Imanje Las Animas gdje je živio Franco Santoro (Eduardo Huares Krus) korišteno je u snimanju Televisine telenovele Tajne i laži kao i telenovele La Patrona (Gazdarica)produkcijske kuće Telemundo.

## Sinopsis
Rebeca Sánchez (pod identitetom Bárbara Greco) počinje osvetu protiv obitelji Elizalde predvođena polubratom šefa obitelji Gonzala Elizaldea. U jednim od svojih prvih zločina uspijeva razdvojiti Fernandu, koja je mlađa kći zemljoposjednika Gonzala Elizaldea i vlasnika uspješne tvrtke mlijeka, i Eduarda, sina služavke obitelji Elizalde. Fernanda i Eduardo rasli su zajedno, ujedinjeni nevinom i vjernom ljubavi, bez obzira na razlike u njihovim socijalnim položajima.
Gonzalo živi u sretnome braku sa suprugom Montserrat i petero djece. Artemio Bravo osjeća ogromnu mržnju prema Gonzalu i njegova je jedina želja uništiti život čitavoj obitelji Elizalde. Kako bi to ostvario koristi mladu beskrupuloznu ženu koja dolazi u Gonzalovu tvrtku pod identitetom Barbara Greco. Zahvaljujući svojoj inteligenciji ona uspijeva ostavi dobar dojam pred Gonzalom koji je ubrzo angažira za osobnog asistenta. Korak po korak, Barbara uspijeva u potpunosti zadobiti Gonzalovo povjerenje.
Prve Rebekine žrtve djeca su Fernanda i Eduardo koje zatječe kako se krišom ljube. Svojim otrovnim jezikom Rebeca uvjerava Montserrat da je Eduardo opasan i nepovoljno utječe na njezinu kćer. Dječak mora napustiti imanje i otići u gradski internat. Budući da ih je razdvajala daljina, Eduardo i Fernanda slali su jedno drugom pisma koja nikada nisu došla u prave ruke zbog Eduardove majke Soledad koja smatra da je za njih najbolje da prekinu kontakte.
Sljedeći je korak u Artemijevom planu pretvoriti Rebecu u Gonzalovu ženu. Jedina je prepreka Montserrat, Gonzalova trenutna žena, te Rebeca dobiva zadatak da je se riješi.
Kako bi uspjela, Rebeca podmetne narkotike u sobi Montserratine starije kćeri Liliane. Kada Montserrat vidi narkotike u sobi svoje kćeri, počinje raspravu s Lilianom, koja je pokušava uvjeriti da joj je smješteno. Međutim, Montserrat dobiva napad gušenja i Rebeca to iskoristi kako bi joj isključila aparate za dotok kisika i ugušila je jastukom. Svi smatraju da je za Montserratinu smrt kriva Liliana koja postane očajna kada sazna da joj je majka umrla i obitelj je odvodi u psihijatrijsku kliniku. Nakon toga Rebeka se uspije vjenčati s Gonzalom i postaje član upravljačkog odbora njegove tvrtke.
Soledad je jedina koja zna koliko Rebeka može biti zla, ali odlučuje šutjeti. Živi u paklu tijekom svih godina odsustva svog sina Eduarda strahujući od toga da Rebecca ne ostvari svoju prijetnju i ubije ga.
Godine prolaze i Eduardo se nakon studija vraća u rodno mjesto gdje nalazi svoju, sada već staru i bolesnu, majku. Ona mu priča o svim mukama koje je proživjela tijekom njegovog odsustva, a on joj se na samrti zakune da će se provesti pravdu i osvetiti se svima koji su joj uništili život.
Rebeca koristi Damiána, novog pomagača, koji zavodi i oženi Fernandu. Eduardo se, pod novim identitetom Franca Santora, uvuče u tvrtku familije Elizalde, kako bi otkrio odgovorne za svoju nesreću i osvetio im se. Fernanda osjeća jaku i neobjašnjivu sklonost prema njemu, te između njih nastaje velika ljubav koja nikada nije ni prestala postojati. Problemi nastaju kada Fernanda otkrije da je Franco zapravo Eduardo, njezina velika ljubav iz djetinjstva za koga je mislila da je mrtav.

## Uloge
| Glumac                   | Lik                                          |
| ------------------------ | -------------------------------------------- |
| Lucero                   | Bárbara Greco/Rebeca Sánchez                 |
| Fernando Colunga         | Eduardo Juarez/Franco Santoro                |
| Silvia Navarro           | Fernanda Elizalde Rivera                     |
| Sergio Sendel            | Damián Gallardo †                            |
| Rogelio Guerra           | Don Gonzalo Elizalde / Artemio Bravo †       |
| Dominika Paleta          | Liliana Elizalde Rivera                      |
| Guillermo Capetillo      | Aníbal Elizalde Rivera / Jerónimo Elizalde † |
| Roberto Palazuelos       | Camilo Elizalde Rivera                       |
| Carlos de la Mota        | Santiago Elizalde Rivera                     |
| Arleth Terán             | Priscila Alvear Elizalde                     |
| Marisol del Olmo         | Erika Astorga                                |
| Ariadne Díaz             | Aurora Sánchez Bravo Elizalde                |
| Mario Iván Martínez      | Steve Norton                                 |
| Alejandro Ruiz           | Jacinto Cordero                              |
| Dacia Arcaraz            | Margarita Campillo                           |
| Aleida Núñez             | Gardenia Campillo                            |
| Claudia Ortega           | Flor Campillo                                |
| Manuela Imaz             | Natasha Baeza                                |
| Luis Bayardo             | Ciro Palafox †                               |
| Jaime Garza              | Silvestre Tinoco                             |
| Tania Vazquez            | Venus García / Lovely Norton                 |
| Mariana Ríos             | Martina Tinoco                               |
| Benjamin Rivero          | Lucio Bermejo                                |
| Janet Ruiz               | Adolfina                                     |
| Ricardo Silva            | Dr. Plutarco Obregón                         |
| Archie Lanfranco         | Rolando Alvear                               |
| Esteban Franco           | Osvaldo                                      |
| Luis Gimeno              | Bosco                                        |
| Lourdes Munguia          | Dolores "Dolly" de Astorga #1                |
| Ofelia Cano              | Dolores "Dolly" de Astorga #2                |
| Humberto Elizondo        | Agustín de Astorga                           |
| Hilda Aguirre            | Graciela Palafox                             |
| Rafael del Villar        | Simón Palafox                                |
| Yolanda Cianni           | Úrsula de Gallardo                           |
| Rudy Casanova            | Policarpio "Carpio"                          |
| Jaime Lozano             | Jairo Roca †                                 |
| Maria Prado              | Dominga Ojeda †                              |
| Fabián Robles            | Vladimir Piñeiro                             |
| Edith Márquez            | Julieta Sotomayor                            |
| Erika Buenfil            | Monserrat Rivera de Elizalde †               |
| Maria Rojo               | Soledad Cruz †                               |
| Gustavo Rojo             | Bishop                                       |
| Violeta Fuga             | Fernanda Elizalde (kao djevojčica)           |
| Omar Yubeili             | Eduardo Cruz (kao dječak)                    |
| Nancy Treviño            | Liliana Elizalde, (kao tinejdžerka)          |
| Bryam Alejandro          | Jacinto, (kao dječak)                        |
| Alberich                 | Anibal Elizalde, (kao tinejdžer)             |
| Angel Mar                | Camilo Elizalde, (kao tinejdžer)             |
| Jacqueline Arroyo        | Tomasa, služavka                             |
| Josefina Echánove        | Rosenda                                      |
| Salvador Ybarra          | Doctor Carlos Rey                            |
| Adalberto Parra          | René Manzanares †                            |
| Ignacio López Tarso      | Isaac Newton                                 |
| Cecilia Gabriela         | Altagracia Linares de Elizalde †             |
| Claudia Troyo            | Ana Gregoria Bravo †                         |
| David Rencoret           | Lozoya                                       |
| Juan Antonio Edwards     | Grajales                                     |
| Juan Carlos Casasola     | Graciano                                     |
| Carlos Cámara Jr.        | Jacobo Roa                                   |
| Rafael Novoa             | Miguel Lascuráin                             |
| Adriana Rojo             | Madre superiora                              |
| María Morena             | Hermana Fidelia                              |
| Julio Camejo             | Herminio                                     |
| Theo Tapia               | Curiel                                       |
| Adriana Vacarezza        | Alejandra                                    |
| Enrique Lizalde          | sudija (posljednja epizoda)                  |
| Ana Martín               | nepoznata žena (posljednja epizoda)          |
| Andrea Legarreta         | reporterka                                   |
| Elizabeth Aguilar        | Madame                                       |
| Pedro Webber "Chatanuga" | Tobías                                       |
| Mariana Seoane           | Chelsy                                       |